# Ансамбль Рогожской старообрядческой общины
Ансамбль Рогожской старообрядческой общины — архитектурный ансамбль второй половины XVIII — начала XX веков в Рогожской слободе. В ансамбль входят Покровский собор, Воскресенская колокольня («Рогожская свеча»), Церковь Рождества на Рогожском кладбище и рядовые постройки Рогожской старообрядческой общины на улице Рогожский посёлок. Все храмы комплекса были построены рядом с Рогожским кладбищем в середине XVIII — начале XIX века и ныне являются объектами культурного наследия федерального значения.

## История
В 1995 году правительство Москвы приняло решение о создании архитектурного заповедника «Рогожская слобода».
Решение было приурочено к празднованию 100-летия распечатания алтарей храмов Рогожского кладбища..
Однако, решение правительства Москвы о запланированной на 2005—2014 годы реконструкции исторического комплекса Рогожской слободы в Москве, в 2011 году было аннулировано.
24 апреля 2015 года митрополит Московский и всея Руси Корнилий (Титов) освятил Дом причта: входящий в состав архитектурно-исторического комплекса памятник истории и культуры XVIII—XX века, практически воссозданный с нуля в 2010—2014 годах.